# Tauschoptimum
Als Tauschoptimum (Handelsoptimum) bezeichnet man in der Volkswirtschaftslehre und dort speziell in der Mikroökonomie einen Zustand, bei dem die Aufteilung von Gütern auf Wirtschaftssubjekte Pareto-optimal ist. Dies gilt genau dann, wenn die Grenzrate der Gütersubstitution für alle Wirtschaftssubjekte identisch ist. Die Kurve der Optimalpunkte in einem Koordinatensystem bezeichnet man als Kontraktkurve.

## Beispiel
Partei X ist in Besitz von 100 Äpfeln, Partei Y von 100 Orangen. Unter Voraussetzung von {\displaystyle Q(P)=a-bP,\quad a,b>0} und gleicher Geschmackspräferenzen sinkt durch jeden Konsum die Nachfragemenge. Der hundertste Apfel von X ist für X weniger wert als die erste Orange von Y, ein Tausch von 50 Äpfeln gegen Orangen wäre also im Nutzen von beiden Parteien, da so beide den größtmöglichen relativen Wert haben. Abnehmender Grenzwert ist hier die Triebfeder.